# Philosophia perennis
 Der er for få eller ingen kildehenvisninger i denne artikel, hvilket er et problem. Du kan hjælpe ved at angive troværdige kilder til de påstande, som fremføres i artiklen.

Philosophia perennis (eller Philosophia perennis et universalis, "tidløs filosofi", "evig filosofi"; latin: perennis, 'året igennem', vedvarende) er den latinske betegnelse på en religionsfilosofisk strømning der hævder at alle store religiøse traditioner er forskellige veje til "Det Højeste Væsen". Det drejer sig ikke om en egentlig religiøs eller filosofisk skole, men snarere om en særlig måde at opfatte menneskehedens visdomstraditioner.
Philosophia perennis betegner den forestilling at bestemte filosofiske indsigter er sande og vedvarende, uafhængige af tid og sted. Begrebet optræder i 1500-tallet hos i italienske biskop Augustinus Steuchus' De perenni philosophia libri X (Lyon 1540) og betegner "de grundlæggende sandheder som er til rådighed for alle folk til alle tider, og sammen skal udgøre den ene videnskab ud fra det ene princip (Gud)".